# KAvZ–685
A KAvZ–685 a Szovjetunióban a Kurgani Autóbuszgyárban (KAvZ) a GAZ–53 tehergépkocsi alvázán gyártott autóbusz. Főleg kolhozok, szovhozok, üzemek és gyárak használták szolgálati járműként, de a tömegközlekedésben is használták. A 2000-es évektől a későbbi modernebb kialakítású járművek egyre nagyobb számban szorították ki a használatból.

## Története
Az 1960-as évek végén készültek el a KAvZ–685 első prototípusai, melyek kialakításukban és külső megjelenésben követték az előd típust, a KAvZ–651-est. Az új modellt azonban már a GAZ–53A tehergépkocsi alvázára építették. A prototípusok és a későbbi sorozatgyártású modell között apróbb különbségek voltak.
Az új modell gyártásának előkészítésére 1968-ban elkezdődött a KAvZ üzemcsarnokainak a modernizálása és átépítése. Ennek első fázisa 1973-ban fejeződött be, egyúttal ekkor elindult el a KAvZ–685 sorozatgyártása. Már korábban azonban, 1971-ben kis példányszámú előszériák készültek, melyek a négyrészes szélvédőben különböztek a későbbi sorozatgyártású változattól, melynek már kétrészes szélvédője volt.
1975-ben kisebb módosításon estek át a jármű világítótestei. A korábbi kerek hátsó lámpák és irányjelzők helyett négyszögletes hátsó lámpatesteket alkalmaztak.
1977-ben a KAvZ–685 autóbuszt kiváló terméknek minősítették és megkapta a szovjet kiváló termék (znak kacsesztva) jelzést. 
A járműnek több speciális változatát is kialakították. A KAvZ–685SZ típust az északi területeken, extrém hideg körülmények közti üzemeltetésre tervezték, míg a KAvZ–685G-t magashegyi térségekben, a 3–4 ezer méteres tengerszint feletti magasságban való használatra tervezték.
Első jelentősebb modernizálására 1984-benn került sor. Az új, KAvZ–685M jelzésű járműhöz már a GAZ–53–12-es alvázat használták, mely erősebb motort kapott.
A modell a következő jelentős modernizáláson 1987-ben esett át, egyúttal az a1966-ban bevezetett iparági szabványoknak megfelelően a típusjelzése négyjegyű számot kapott, jelzése KAvZ–3270 lett. Ezt a változatot 1991-ig gyártották, majd ezt követte az átmeneti típusnak szánt KAvZ–3271-es. Utóbbi változatokat szintén gyártották magashegyi és északi kivitelben.

## Típusváltozatok

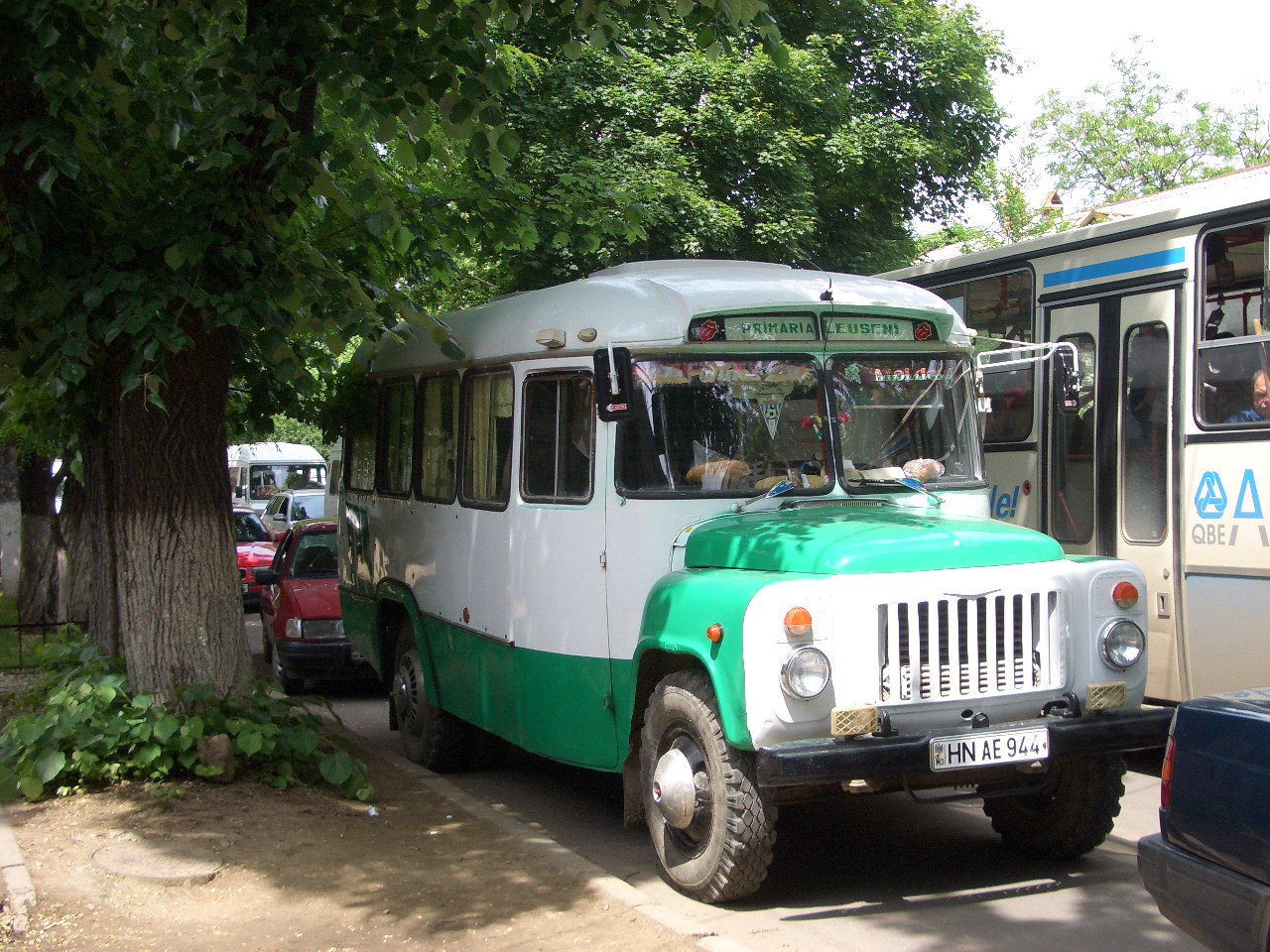
Iskolabuszként használt KAvZ–685-ös Chișinăuban

- KAvZ–685SZ – A KAvZ–685 1970-es évek végétől gyártott északi, hideg éghajlatú térségekben történő használatra gyártott változata, melyet –60 fokig lehetett üzemeltetni. A vezetőfülkét és az utasteret elválasztották. Az utasteret két független fűtőberendezéssel szerelték fel, melyeket az utastár padlózata alatt helyeztek el. A járműbe egy további, 56 l-es üzemanyagtartályt építettek, valamint két darab  nagyobb kapacitású, 6–SZT–132 típusú akkumulátort kapott. A lökhárítóra ködfényszórókat, a tetőre pedig egy reflektort szereltek. A jármű gumiabroncsai, továbbá valamennyi gumialkatrésze speciális, hidegtűrő összetételű gumiból készült. A járművek narancssárga gyári festést kaptak.
- KAvZ–685G – Nagy tengerszint feletti magasságokra, 3–4 ezer méter feletti régiókban történő üzemeltetésre kialakított típusváltozat, melyet az 1970-es évek végétől gyártottak. A jármű motorja nagyobb térfogatú hűtőrendszert kapott, melyet azonban később az összes változaton alkalmaztak. A futóművet az erőátviteli lánchoz kapcsolódó kiegészítő elektrodinamikus kiegészítő fékberendezéssel látták el, mellyel növelték a hegyvidéki terepen a fékrendszer hatékonyságát. A hátsó kerekek ezen túlmenően kiegészítő rögzítőféket kaptak. Az autóbusz összes ülését biztonsági övvel látták el, a lökhárítóra ködfényszórót, a tetőre pedig reflektort szereltek.
- KAvZ–685M – A KAvZ–685 modernizált, továbbfejlesztett változata, melyet 1984–1986 között gyártottak a GAZ–53–12 alvázon. Az alváz legjelentősebb újdonsága a Zavolzsjei Motorgyár (ZMZ) erősebb, 120 LE-s ZMZ–53–11 motor beépítése volt. A motoron módosították a hengerfejet, melynek következtében nőtt a komppresszióviszony, átalakították továbbá a kenési rendszert. Az új motor fogyasztása elődjéhez képest a nagyobb motorteljesítmény ellenére 5–7%-kal csökkent. A KAvZ–685-től külső megjelenésében csak a módosított hűtőmaszkban és a szélvédő fölötti viszonylatjelző ablak kialakításában különbözött.
- KAvZ–3270 – Modernizált változat, melyet 1986–1991 között gyártottak. Az előző változatoktól a karosszéria szélvédő fölötti részének kialakításában különbözik, a KAvZ–685 és 685M-nél alkalmazott, karakteresen előrenyúló perem helyett a felületbe jobban belesimuló viszonylatjelző ablakot kapott. Változtak a külső visszapillantó tükrök, 1987-től pedig új ablaktörlő-mechanizmust alkalmaztak, az ablaktörlőket pedig a viszonylatjelző ablak mellett, felül helyezték el.
- KAvZ–3271 – 1991–1993 között gyártott átmeneti változat a KAvZ–3270 és a későbbi változatok (pl. KAvZ–3976) között, melyet még a GAZ–53–12-es alvázra építettek, de már új kormányszerkezetet és műszerfalat kapott, melyet a KAvZ–3976-os-nál is használnak.  Gázüzemű változata is készült, ehhez a gázüzemű motorral és 170 l-es gáztartállyal szerelt GAZ–53–19–040-es alvázat használták. A jármű alkalmas a benzinnel történő üzemre is.

## Műszaki adatok (KAvZ–3270)

### Geometriai méretek és tömegadatok
- Hossz: 6500 mm
- Szélesség: 2550 mm
- Magasság: 3030 mm
- Tengelytávolság: 3700 mm
- Üres tömeg: 4080 kg

## Külső hivatkozások
- A gyártó Kurgani Autóbuszgyár (KAvZ) a GAZ Csoport honlapján (oroszul)
- http://gortransport.kharkov.ua/routes/ps.php?ps_id=21